# Puccinia ljulinica
Puccinia ljulinica är en svampart som beskrevs av Hinkova & Koeva 1966. Puccinia ljulinica ingår i släktet Puccinia och familjen Pucciniaceae.   Inga underarter finns listade i Catalogue of Life.